# Eriopus japonicus
Eriopus japonicus là một loài Rêu trong họ Hookeriaceae. Loài này được Cardot & Thér. mô tả khoa học đầu tiên năm 1908.